# Sackville Lane-Fox (12e baron Conyers)
Sackville George Lane-Fox, 12e baron Conyers et 15e baron de jure Darcy de Knayth (14 septembre 1827 - 24 août 1888) est un pair et militaire britannique.

## Jeunesse
Lane-Fox est le fils aîné de Charlotte Osborne (décédée en 1836) et de Sackville Lane-Fox (1797-1874), un homme politique britannique du Parti conservateur. Son frère cadet, Charles Pierrepont Darcy Lane-Fox, est blessé à la bataille de l'Alma alors qu'il est officier dans la guerre de Crimée.
Son père est le troisième fils de James Fox-Lane de Bramham Park et de Marcia Lucy Pitt (troisième fille George Pitt (1er baron Rivers)). Son grand-père est député de Horsham et par l'intermédiaire de son oncle William Lane-Fox et de sa femme, Caroline Douglas (sœur de George Douglas (17e comte de Morton)), il est le cousin germain d'Augustus Pitt Rivers. Sa mère est la seule fille de George Osborne (6e duc de Leeds) et de Charlotte Townshend (fille aînée de George Townshend, 1er marquis Townshend). Son oncle maternel est Francis D'Arcy-Osborne (7e duc de Leeds).

## Carrière
Le 7 août 1846, il devient cornet par achat dans les Royal Horse Guards et échange pour le 13th Light Dragoons le 28 décembre 1849. Il prend sa retraite du régiment en avril 1850.
Il retourne dans l'armée après le déclenchement de la guerre de Crimée. Le 29 décembre 1854, il est nommé enseigne dans le 21e régiment d'infanterie. Lane-Fox sert avec le régiment au siège de Sébastopol, pour lequel il reçoit plus tard la médaille de Crimée. Il échange en tant que lieutenant dans le 87e régiment d'infanterie le 22 juillet 1856 et prend sa retraite du régiment vers juin 1859.
Il est nommé cornet dans les Yorkshire Hussars le 24 mai 1861, mais prend sa retraite du régiment en septembre et devient lieutenant dans le Royal East Kent Yeomanry le 19 mai 1863.
En 1859, Lane-Fox hérite du comté portugais de Mértola et des baronnies de Darcy de Knayth et Conyers de son oncle maternel (mort sans enfant) le 7e duc de Leeds. Le duché passe au cousin du 7e duc, George Osborne (fils de Lord Francis Osborne, le frère cadet de son grand-père).

## Vie privée
Le 14 août 1860, Lord Conyers épouse Mary Curteis, fille du capitaine Reginald Curteis et de Frances Mary Reynolds (fille aînée de Lawrence Reynolds de Paxton Hall). Ensemble, ils ont trois enfants :
- Sackville FitzRoy Henry (1861-1879), décédé célibataire[1]
- Marcia Amélie Marie (1863-1926), qui épouse Charles Pelham (4e comte de Yarborough)[4].
- Violette Ida Evelyn (1865-1929), qui épouse George Herbert (4e comte de Powis)[5]

À la mort de Lord Conyers en 1888, ses baronnies anglaises sont suspendues entre ses deux filles ; la baronnie de Conyers est concédée à Marcia en 1892, celle de Darcy de Knayth est concédée à son autre fille, Violet en 1903. Son comté portugais passe à Marcia avec effet immédiat. Sa veuve, Lady Conyers, est décédée le 12 novembre 1921.